# Furcula leucotreta
Furcula leucotreta är en fjärilsart som beskrevs av Hans Ferdinand Emil Julius Stichel 1911. Furcula leucotreta ingår i släktet Furcula och familjen tandspinnare. Inga underarter finns listade i Catalogue of Life.